# Buffalo Bisons (NL)
O Buffalo Bisons foi um clube de beisebol que jogou na National League entre 1879 e 1885. Os  Bisons jogavam suas partidas em casa no Riverside Park (1879–83) e no Olympic Park (1884-85) em Buffalo, Nova Iorque. Os Bisons da National League deram origem ao Buffalo Bisons da liga menor de beisebol que ainda joga atualmente. É, portanto, o único time da NL do século XIX que sobreviveu, ainda existe, mas não mais na Major League Baseball.

## Resultados por temporada
- V = vitórias
- D = derrotas
- E = empates
- % = porcentagem de vitórias
- COL = colocação final
- GB = jogos atrás do campeão

| Temporada | Treinador                 | Jogos | V  | D  | E | %    | COL | GB   |
| 1879      | John Clapp                | 79    | 46 | 32 | 1 | 59   | 3º  | 10.0 |
| 1880      | Sam Crane                 | 85    | 24 | 58 | 3 | 29,3 | 7º  | 42.0 |
| 1881      | Jim O'Rourke              | 83    | 45 | 38 | 0 | 54,2 | 3º  | 10.5 |
| 1882      | Jim O'Rourke              | 84    | 45 | 39 | 0 | 53,6 | 3º  | 10.0 |
| 1883      | Jim O'Rourke              | 98    | 52 | 45 | 1 | 53,6 | 5º  | 10.5 |
| 1884      | Jim O'Rourke              | 115   | 64 | 47 | 4 | 57,7 | 3º  | 19.5 |
| 1885      | Pud Galvin / Jack Chapman | 113   | 38 | 74 | 1 | 33,9 | 7º  | 49.0 |

## Jogadores notáveis
- Dan Brouthers
- Bill Crowley
- Davy Force
- Pud Galvin
- Charley Radbourn
- Jim O'Rourke
- Hardy Richardson
- Jack Rowe
- Deacon White

Brouthers, Galvin, O'Rourke, Radbourn e White são membros do Hall of Fame.